# Apollonicon
Das Apollonicon ist ein 1817 von der englischen Orgelbaufirma Flight & Robson in London gebautes mechanisches Musikinstrument.
Das Apollonicon hatte 1.900 Pfeifen und war ein aus 45 Registern aufgebautes drehorgelähnliches Instrument, das dem von Johann Nepomuk Mälzel gebauten Panharmonikon nachempfunden war. Durch die Verbindung von Orgel- und anderen Klängen, wie Klavier und Trompeten, sollte ein Orchester nachgeahmt werden. Das Apollonicon war einer der Vorläufer des Orchestrions. Neben automatischem Stiftwalzenspiel war auch das Handspiel möglich. Hierfür waren fünf Klaviaturen nebeneinander angebracht, um es fünf Musikern zu ermöglichen, gleichzeitig zu spielen. Eine dieser Klaviaturen war dem Pedalspiel zugeordnet und konnte so sehr viel geschickter als mit den Füßen betätigt werden.
Eine ausführliche englischsprachige Beschreibung mit Zeichnungen ist im Mechanics’ Magazine von 1828 zu finden.
Das Apollonicon wird ebenfalls 1828 im Polytechnischen Journal mit eingedeutschtem Namen als Apollonikon erwähnt.